# Northrop (Minnesota)
Northrop è un comune degli Stati Uniti d'America, situato nello Stato del Minnesota, nella contea di Martin.